# Seilbahn Mürren–Allmendhubel
| Mürren und die Allmendhubelbahn (vor 2006) |                     |                              |              |
| Fahrplanfeld: | 2463 (früher: 1463) |                              |              |
| Streckenlänge: | 0,551 km            |                              |              |
| Spurweite: | 1000 mm (Meterspur) |                              |              |
| |                     |                              |              |
| \| \| \| Mürren (Allmendhubelbahn) \| 1649 m ü. M. \| \| \| \| \| \| \| \| \| Koordinaten: 46° 33′ 44,1″ N, 7° 53′ 27,4″ O; CH1903: 634681 / 156875 Ausweichstelle \| \| \| \| \| Tunnel \| \| \| \| \| Allmendhubel (Standseilbahn) \| 1907 m ü. M. \| |                     |                              |              |
| Kopfbahnhof Streckenanfang |                     | Mürren (Allmendhubelbahn)    | 1649 m ü. M. |
| Strecke |                     |                              |              |
| |                     | Ausweichstelle               |              |
| Tunnelanfang |                     | Tunnel                       | Tunnel       |
| Kopfbahnhof Streckenende (im Tunnel) |                     | Allmendhubel (Standseilbahn) | 1907 m ü. M. |

Die Seilbahn Mürren–Allmendhubel (SMA), auch Allmendhubelbahn genannt, ist eine meterspurige Standseilbahn im Berner Oberland (Schweiz). Sie gehört der Schilthornbahn AG (LSMS).
Die Allmendhubelbahn wurde 1912 in Betrieb genommen, zuerst nur im Winter. Sie führt von Mürren (1650 m ü. M.) mit einer maximalen Steigung von 61 % hinauf zum Allmendhubel auf 1907 m. Die alten roten Wagen wurden 1999 durch neue Panoramawagen ersetzt.

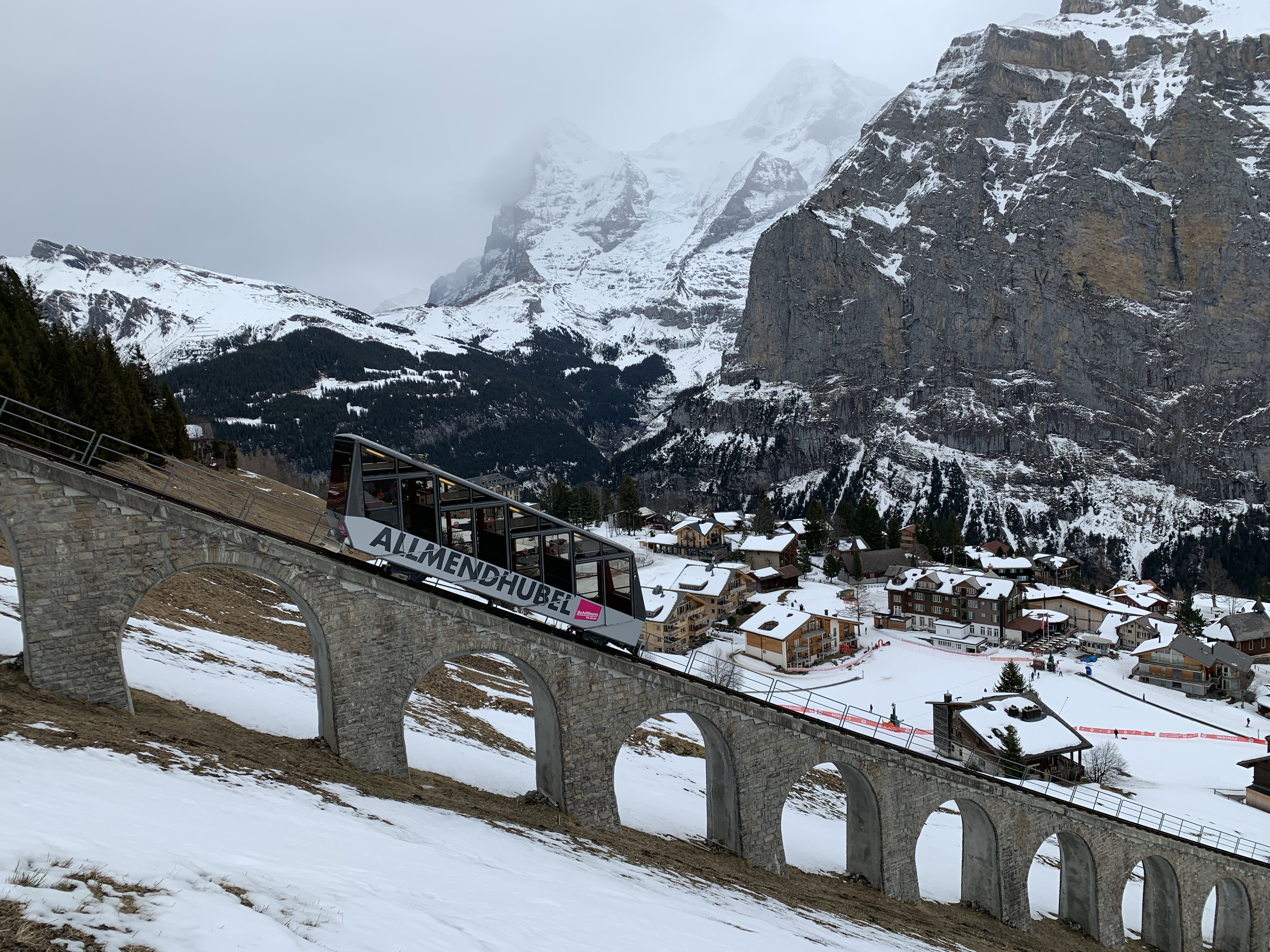
Auf dem Viadukt (2020)
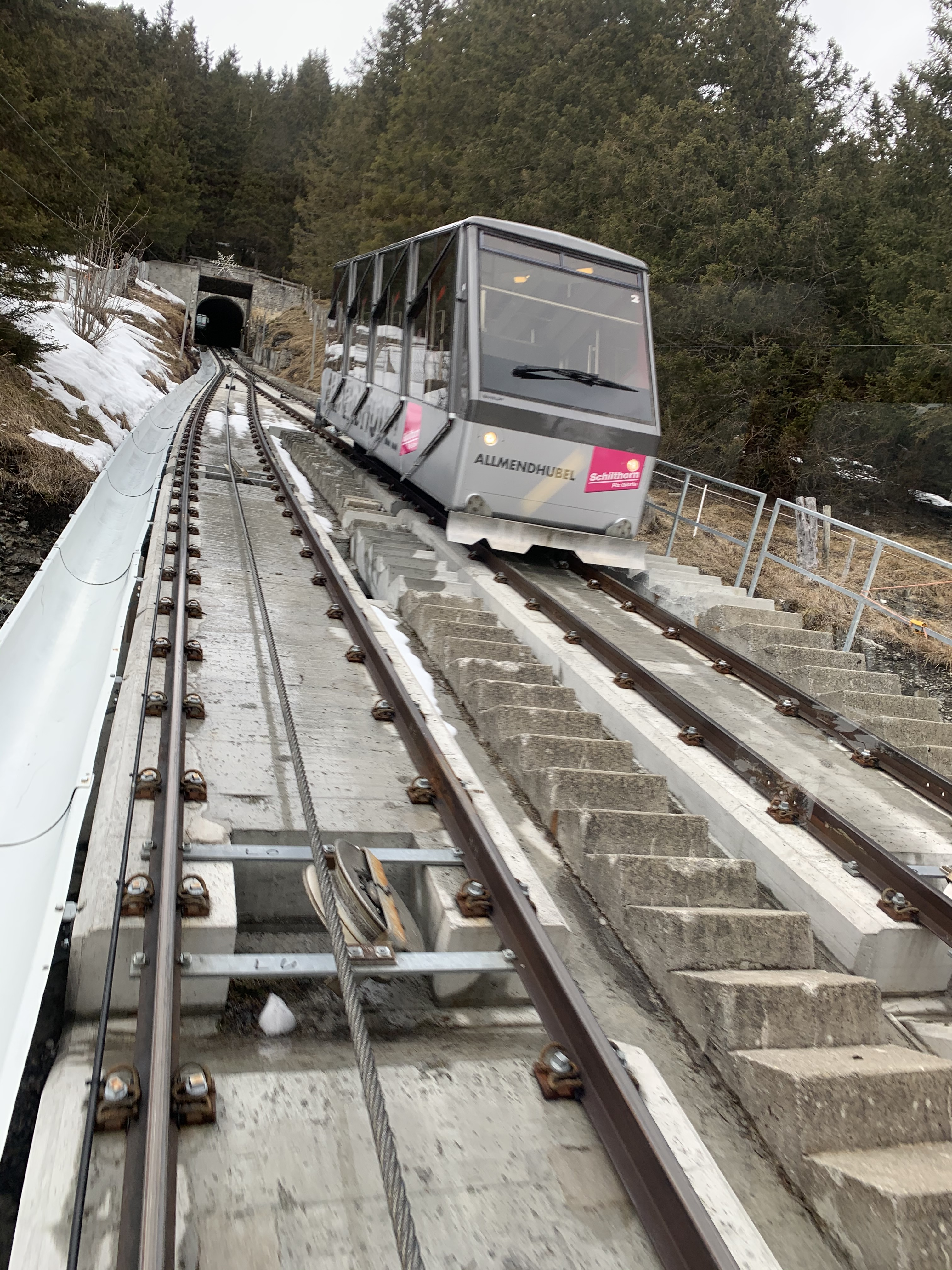
Standseilbahn Mürren–Allmendhubel bei der Ausweiche (2020)